# Sandwichkomplexe

Struktur des Ferrocens in der gestaffelten Konformation

Struktur des Ferrocens nach Kealy

Als Sandwichkomplexe (auch Sandwichverbindung, früher Doppelkegelverbindung bzw. Doppelkegelstruktur) im engeren Sinne werden in der metallorganischen Chemie diejenigen Hauptgruppen- oder Übergangsmetallkomplexe genannt, die zwei parallele, planare, zyklische organische Liganden tragen. Dazu zählen die Metallocene, Verbindungen mit zwei Cyclopentadienyl-Liganden.
Der erste jemals synthetisierte Sandwichkomplex war 1951 das parallel von zwei Arbeitsgruppen um T. J. Kealy und P. L. Pauson bzw. um S. A. Miller, J. A. Tebboth und J. F. Tremaine auf unterschiedlichen Wegen als Zufallsprodukt synthetisierte Ferrocen. Kealy und Paulson zielten eigentlich auf die Synthese des rein organischen Fulvalens. 
Beide Arbeitsgruppen gelangten zunächst zum gleichen Strukturvorschlag, der jedoch mit den analytischen Daten nicht in Einklang gebracht werden konnte. Im Speziellen sollten im Infrarotspektrum des Strukturvorschlags nach Kealy mehrere Signale für die unterschiedlichen CH-Valenzschwingungen auftreten, in Übereinstimmung mit dem Vorschlag nach Fischer und Wilkinson zeigt die Verbindung aber nur eine einzige Resonanz. 
Die wahre Natur des Ferrocens wurde schließlich von Ernst Otto Fischer et al. und Geoffrey Wilkinson und Robert B. Woodward unabhängig voneinander entdeckt. Wilkinson und Fischer erhielten 1973 für diese Leistung und für ihr Lebenswerk im Bereich der Anorganischen Chemie den Nobelpreis für Chemie. Robert B. Woodward, der 1973 kein Teilhaber des Preises wurde, protestierte in einem später bekannt gewordenen Brief an das Nobelkomitee in Stockholm gegen diese Missachtung seines Beitrages. Er hatte sich jedoch nach der Entdeckung des Ferrocens wieder der organischen Synthese zugewandt und war für seine Leistungen auf diesem Gebiet bereits 1965 mit dem Nobelpreis bedacht worden. 
Nach der Aufklärung der Struktur des Ferrocens wurde bekannt, dass die schon seit 1919 von Franz Hein in Leipzig und Jena untersuchten Chrom-Salze Sandwichkomplexe waren.
Lange Zeit beschränkte sich die Forschung weitgehend auf den im Ferrocen auftretenden Cyclopentadienylliganden. Spätere Beispiele sind das erstmals 1955 von Ernst Otto Fischer und Walter Hafner mit Benzolliganden dargestellte Bis(benzol)chrom oder das 1968 synthetisierte Uranocen mit Cyclooctatetraen als Liganden.

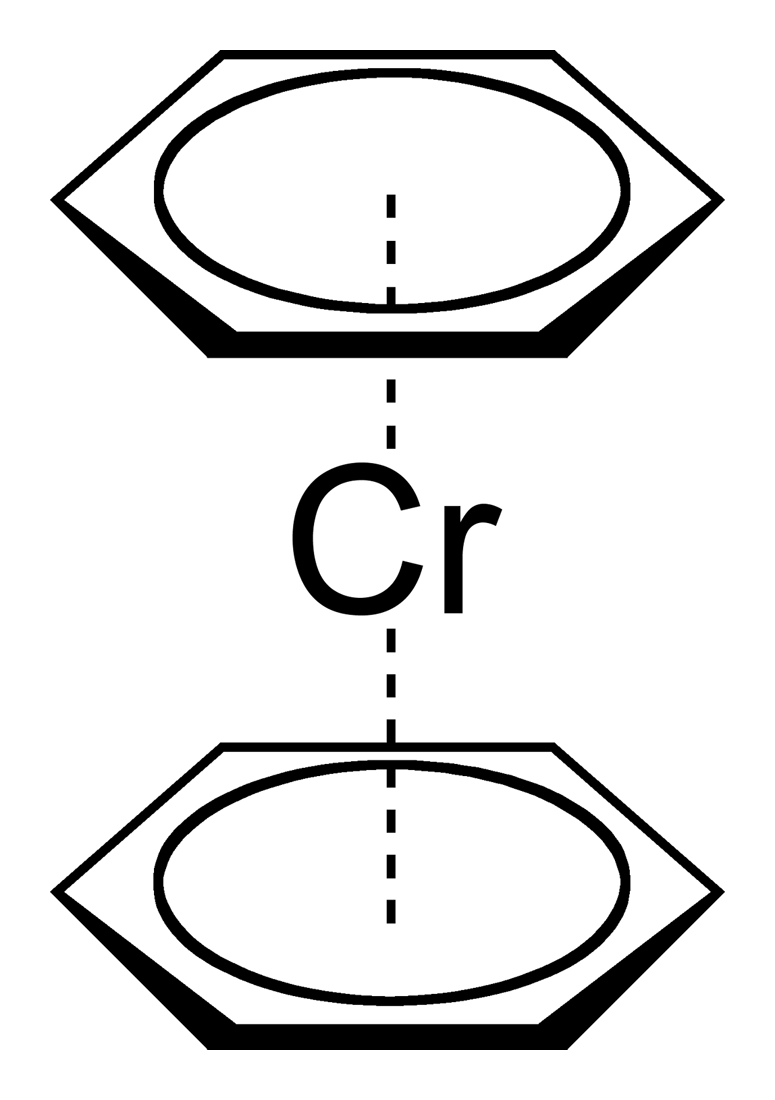
Struktur des Bis(benzol)chrom
Struktur des Uranocens

Sandwichkomplexe werden heute speziell in der asymmetrischen Katalyse zur Gewinnung stereoisomerenreiner Verbindungen eingesetzt und weisen in Form ihrer Polymere vielversprechende Ansätze für neuartige halbleitende Materialien auf.
In einer im August 2023 von Luca Münzfeld und Mitarbeitern veröffentlichten Arbeit gelang es aus mehreren metallorganischen Sandwichmolekülen einen Nanoring zu bilden. Die Sandwichmolekülen bilden hierbei einen Ring, bei dem aromatische organische Ringe und Metallatome abwechselnd angeordnet sind. Bei der veröffentlichten Arbeit bestehen die Ringe aus 18 sich wiederholenden Einheiten. Hierfür wurde der Begriff Cyclocene eingeführt.

## Weitere Sandwichkomplexe

Tricarbonyl(η^{5}-cyclopentadienyl)-mangan

Als Halbsandwichkomplexe bezeichnet man jene Verbindungen, die nur ein Cyclopentadienyl-System über π-Bindungen an ein zentrales Metallatom gebunden besitzen. Die Absättigung freier (Elektronen-)Valenzen erfolgt z. B. über Carbonylgruppen.